# AWAKE (バンド)
※現在はバンド名「AWAKE」ではなく「Awake」
Awake（アウェイク）は、2011年に結成された日本のヴィジュアル系ロックバンド。
愛の伝道師をキャッチコピーとして活動しているヴィジュアル系グループである。

## 略歴
2011年
- 7月1日初始動。
- 8月29日渋谷duoにて1stLIVEを開催。

2012年
- 5月14日NINE所属になる。
- 8月8日Wantyou×WanteDをリリース

2013年
- 1月16日黒飴玉×Suicideをリリース
- 2月20日Sweet★Noiz★Scandal？をリリース
- 3月20日Tresure⇔POP⇔SHOWをリリース
- 9月30日ベースFUGAが脱退[1]。

2014年
- 1月7日TSUTAYA O-WESTにてワンマンライブを開催。
- 2月13日池袋EDGEのLIVEにてベースおるなが加入。
- 3月19日ベストアルバムTHANXをリリース。

2015年
- 10月27日ギターのYUKIOが脱退。

2016年
- 5月14日初台doorsのLIVEにてベース八大が脱退。
- 8月29日新宿MARZにて5周年記念ワンマンライブを開催。
- 11月8日札幌KRAPS HALLにてワンマンライブを開催。
- 12月25日四谷LOTUSにてワンマンライブを開催。

2017年
- 1月21日新宿RUIDOK4にて主催ナオツ。生誕LIVEを開催。
- 3月1日渋谷STARLOUNGEにて主催勇輝生誕LIVEを開催。
- 4月2日ニューシングルリリースに先駆けインストアイベントを開催。
- 4月12日Never Ending Storyをリリース。
- 4月16日渋谷STARLOUNGEのLIVEにて主催ツアーの開催初日を迎える。
- 5月14日原宿アストロホールのLIVEにて主催ツアーファイナルを開催。同日Eru.生誕LIVEも開催。
- 7月7日会場限定シングル並びライカエジソン限定シングル9をリリース。同日主催ツアーを開催。
- 8月1日高田馬場AREAのLIVEにて北回りツアーを開催。
- 8月29日渋谷Clubasiaにて6周年記念ワンマンライブを開催。
- 11月1日ever.をリリース。

## メンバー
Eru.
ボーカル担当。
5月14日生まれ。AB型。
ナオツ。
ギター担当。
1月21日生まれA型。
ゆーき
ドラムス担当。
3月1日生まれB型。

## ディスコグラフィ

### シングル
|    | リリース       | タイトル                  | 規格                        | 販売生産番号        |
| 1  | 2012年9月19日  | ★Heavy★Decorationz★Party★ | 12cmCD                      |                     |
| 2  | 2013年1月16日  | 黒飴玉×Suicide            | 12cmCD 初回限定盤12cmCD+DVD |                     |
| 3  | 2013年3月20日  | Tresure⇔POP⇔SHOW          | 12cmCD 初回限定盤12cmCD+DVD |                     |
| 4  | 2013年7月17日  | Bye×Bye                   | 12cmCD 初回限定盤12cmCD+DVD |                     |
| 5  | 2013年12月25日 | NEXT…6                    | 12cmCD 初回限定盤12cmCD+DVD |                     |
| 8  | 2017年4月17日  | Never Ending Story        | 12cmCD 初回限定盤12cmCD+DVD | STRD-0256 STRD-0254 |
| 9  | 2017年7月7日   | 9                         | 12cmCD                      | STRD-0257           |
| 10 | 2017年11月1日  | ever.                     | 12cmCD 初回限定盤12cmCD+DVD | STRD-0256 STRD-0258 |

### アルバム
|     | 発売日        | タイトル | 規格   | 規格品番    |
| --- | ------------- | -------- | ------ | ----------- |
| 1st | 2014年3月19日 | THANX    | CD+DVD | NCR-0080,81 |